# Християн Тодоровски
Християн Тодоровски – Карпош (на македонска литературна норма: Христијан Тодоровски - Карпош) е комунистически партизанин и народен герой на Югославия и Македония.

## Биография
Християн Тодоровски е роден на 3 септември 1921 година в Куманово, тогава в Кралството на сърби, хървати и словенци. Заради комунистическа пропаганда е изключен от средното училище. През 1940 година още като студент става член на СКМЮ. След 1941 година участва в дейността на градската партизанска организация по време на Втората световна война. На 11 октомври 1941 година става член на Първи кумановски отряд, а след това е член на партизанския щаб за Куманово. По-късно се прехвърля във Втори южноморавски отряд. От края на 1943 година е командир на кумановския батальон „Йордан Николов-Орце“, с който дава сражения (при кумановското село Пелинце) на четниците на Дража Михайлович. На 7 февруари 1944 година е убит при нападение над българското военно и полицейско управление в прешевското село Биляча. На 25 юли 1945 година посмъртно е награден с орден „Народен герой на Югославия“.
На 17 ноември 2009 година Тодоровски е обявен за един от петте най-значими кумановци на XX век, наред с Васил Ильоски, Трайко Прокопиев, Владимир Антонов и Салтир Путински.